# Quartarete TV
Quartarete, abbreviata a video come 4Rete, è stata un'emittente locale del Piemonte con sede a Torino.

## Storia

### Gli inizi e lo sviluppo
Quartarete TV nasce nel 1980 per iniziativa di Davide Boscaini e di altri tre soci, che rilevano le frequenze di Telemontebianco, riuscendo a coprire Torino e provincia attraverso il canale UHF 22. La sede si trova nel capoluogo piemontese in Corso Brescia 62. La programmazione quotidiana comprende informazione locale (il telegiornale di rete è il TG4), approfondimenti sull'attualità e il territorio, sport, film, telefilm e cartoni animati. Sono numerose le rubriche sportive in onda negli anni ottanta, come Tifo contro tifo, condotta da Fabio Ravezzani, Bar sport, con interventi dei calciatori di Torino e Juventus, Off side, realizzata in collaborazione con il periodico Guerin Sportivo, Motor weekend e The best of touring, dedicata al Touring Italia.
Verso il 1983 i proprietari della rete aprono anche Quartarete 2, poi denominata TeleLibera Piemonte, che funge da ripetitore della neonata Videomusic che, a Torino, si vedrà anche col marchio dell'emittente torinese, che poi scompare con la fine del decennio.
Nel corso degli anni ottanta Quartarete affianca alle proprie produzioni le trasmissioni di alcune syndication: inizialmente ripete Elefante TV, in seguito Retemia, poi anche Rete Capri. Nel 1985 i fondatori acquistano Tele Europa di Cuneo e Tele Giaveno, quindi si attivano altri canali UHF che irradiano buona parte del Piemonte e, tramite un accordo con l'emittente Videonord di Vercelli, il segnale arriva anche nelle rimanenti province di Vercelli, Biella, Novara e Verbania, sconfinando nel varesotto. Nel 1989 Videonord viene rilevata, diventando così il secondo canale del gruppo, che veicolerà i programmi di Italia 9 Network. Nel 1997 viene ceduta a Rete 7.
Negli anni novanta vengono inseriti nel palinsesto varietà di musica popolare, vengono confermati i cartoni animati, mentre cala il numero di film trasmessi, spariscono i telefilm, e viene riservato sempre più spazio al calcio (in particolare alle squadre del Torino e della Juventus). Nella stagione 1993/1994 diffonde il programma Zona franca, condotto da Gianfranco Funari, in onda su molte TV locali del periodo. Nel corso del decennio l'area di copertura si allarga a tutta la regione fino alla Valle d'Aosta, la si sintonizza in Liguria tramite Teleuropa di Alassio, e abbatte anche i confini con la Lombardia, raggiungendo Milano, Varese e Pavia. 
Tra il 1995 e il 2000 c'è stata anche una sede distaccata dell'emittente ad Asti che ha trasmesso il proprio tg locale denominato TGA, una rubrica di approfondimento sull'attualità locale trasmessa bisettimanalmente verso le 20,20 e la diretta della corsa del Palio cittadino.
Negli anni duemila Quartarete collabora con la ligure Primocanale, la lombarda Antennatre e la veneta Telenuovo per la produzione di alcuni programmi come Festa in piazza, Carta straccia, Azzurro Italia e Lunedì di rigore. È l'epoca dei talk sportivi Serata Juve e Toro amore mio, della rubrica di approfondimento Nord Ovest,  degli show del folcklore musicale locale Piazza grande e Musica e ballo, delle commedie dialettali, del varietà comico Ciau balè e dei cartoni animati del circuito K-2. Inoltre, trasmette in diretta le principali manifestazioni di Torino, come i festeggiamenti di San Giovanni patrono da piazza Vittorio Veneto. Nel 2006 va in onda anche il gioco La bustarella, presentato da Ettore Andenna. Nel 2007 si collega ogni pomeriggio al network satellitare TV della Libertà.
Col passaggio dall'analogico al digitale terrestre, nel 2010 Quartarete viene posizionata sulla LCN 11 del televisore e, nel contempo, prende vita un nuovo canale sulla LCN 112, Quartarete Blu.
Nel 2011, grazie all'accordo con la Lega Basket, trasmette in esclusiva e in diretta le partite in trasferta dell'Angelico Biella e della Novipiù Casale Monferrato. Nel 2014, grazie all'intesa raggiunta fra Comune e il Collegio dei Rettori, acquisisce i diritti per trasmettere in diretta e in esclusiva (dall'avvio del corteo storico sino alla finale) il Palio di Asti che sarà visibile in simulcast e a reti unificate con gli altri canali Quartarete Blu e il canale 3D dell'emittente (LCN 511) nell'intero territorio del nord-ovest.
I direttori che si sono susseguiti nel corso degli anni sono Roberto Nepote, Rosanna Garoglio, il giornalista Fabrizio Turco (dal 2007 al 2009), il giornalista Darwin Pastorin dal 2009, mentre dal 2015 gli succede Patrizia Corgnati.

### La crisi e la chiusura
Il 18 gennaio 2017, a seguito di una forte crisi finanziaria, il Tribunale di Torino dichiara il fallimento dell'emittente e ne autorizza la prosecuzione delle trasmissioni..
A partire dal 10 maggio 2017, il canale ha interrotto la programmazione limitandosi alla sola trasmissione di film ed è diventato visibile solo in streaming sul sito ufficiale, mentre il mux è stato ceduto a Canale Italia con una versione regionalizzata del mux 2 rilevando anche la posizione LCN precedentemente occupata sostituendola con Canale Italia 11. Dal 25 maggio 2017 ha interrotto anche le trasmissioni via streaming.
A luglio 2017 è riapparso il logo della rete su Canale Italia 11, ma senza che Quartarete abbia ripreso alcuna attività poi successivamente rimosso.
Nel settembre 2019, il logo Quartarete Blu viene riesumato da parte dell'editore di Primantenna per un nuovo canale, limitandosi a diffondere programmi di natura commerciale, senza che quest'ultima abbia alcun legame con la precedente emittente.